# Berlats
Berlats ist eine französische Gemeinde mit 113 Einwohnern (Stand: 1. Januar 2022) im Département Tarn in der Region Okzitanien. Sie gehört zum Arrondissement Castres und ist Mitglied im Gemeindeverband Communauté de communes du Haut-Languedoc. Die Bewohner werden Berlajois und Berlajoises oder Berlassois und Berlassoises genannt.
Sie grenzt im Norden an Viane, im Osten an Gijounet, im Süden an Fontrieu mit Castelnau-de-Brassac und im Westen an Espérausses.

## Bevölkerungsentwicklung
| Jahr      | 1962 | 1968 | 1975 | 1982 | 1990 | 1999 | 2008 | 2015 |
| --------- | ---- | ---- | ---- | ---- | ---- | ---- | ---- | ---- |
| Einwohner | 218  | 173  | 148  | 112  | 106  | 110  | 106  | 103  |